# Рубцова, Валентина Павловна
Валенти́на Па́вловна Рубцо́ва (род. 3 октября 1977, Макеевка, Донецкая область, Украинская ССР, СССР) — российская актриса театра, кино, телевидения, мюзиклов и дубляжа, певица, пародистка и телеведущая. Наиболее известна по роли Тани Сергеевой (Архиповой) в телесериалах «Универ» и «СашаТаня».

## Биография
Родилась 3 октября 1977 года в Макеевке. С детства мечтала стать актрисой. В юности участвовала в различных театральных постановках и спектаклях. С 1994 года по 1996 год работала в Донецком областном театре юного зрителя (Макеевка), спектакли: «Маскарад», «Два клёна». В 1996 году поступила в РАТИ-ГИТИС на курс актёрского мастерства, который окончила в 2001 году. Здесь она участвовала в спектаклях «Голый король», «Блоха», «И смех, и грех».
Во время учёбы в ГИТИСе с 1999 года по 2003 год была солисткой группы «Девочки» (Продюсерский центр Игоря Матвиенко). Карьера певицы в этой группе продолжалась 4 года.
В 2003 году начала работать в мюзиклах «12 стульев» и «Кошки». С 2004 года стала появляться на телевидении, сначала — в программе «Слава Богу, ты пришёл!» на телеканале «СТС», также принимала участие в программе «В субботу вечером». Через некоторое время вошла в актёрский состав телесериала «Универ». О кастинге в телесериал она узнала случайно, но на пробах показала себя успешно, после чего её взяли на роль Тани Архиповой. Это первая работа Рубцовой, которая по-настоящему принесла ей известность.
Принимала участие в съёмках таких телепрограмм, как «Большая разница» на Первом канале и «Следствие вели...» на телеканале «НТВ».
Кандидат в мастера спорта по спортивной гимнастике.

## Личная жизнь
В 2009 году, после получения российского гражданства, вышла замуж за Артура Мартиросяна. 1 декабря 2011 года родилась дочь Софья.

## Творчество
В 1998—2003 годах была солисткой группы «Девочки» (проект Игоря Матвиенко).

### Спектакли
- Маскарад (Донецкий областной ТЮЗ (Макеевка))
- Два клёна (Донецкий областной ТЮЗ (Макеевка))
- И смех, и грех (учебный театр ГИТИСа)
- Блоха (учебный театр ГИТИС)
- Голый король (учебный театр ГИТИСа)
- 12 стульев (2003—2004)
- Cats / Джемайма / Рамплтизер (2005—2006)
- Какой смех! — второстепенная роль
- Очень весёлые ребята (театр «Русская песня»)

## Фильмография
| Год                    |   | Название                                       | Роль                                                         |
| ---------------------- | - | ---------------------------------------------- | ------------------------------------------------------------ |
| 2004                   | с | Ландыш серебристый                             | Лина                                                         |
| 2004                   | с | Холостяки                                      | эпизод                                                       |
| 2005                   | с | Аэропорт                                       | Тутси / Мария Рябоконь                                       |
| 2006                   | с | Кто в доме хозяин?                             | Рита Каблукова                                               |
| 2007                   | с | Виола Тараканова. В мире преступных страстей 3 | Лиза Лебедева, подруга Ани                                   |
| 2008—2011              | с | Универ                                         | Татьяна Николаевна Архипова                                  |
| 2011                   | ф | Мужская женская игра                           | Лиза, маляр, вратарь футбольной команды                      |
| 2012                   | ф | С новым годом, мамы!                           | помощница Маши (Марии Викторовны; новелла «Война мам»)       |
| 2013 — настоящее время | с | СашаТаня                                       | Татьяна Николаевна Сергеева (Таня)                           |
| 2022                   | ф | СамоИрония судьбы                              | Галя (во вступительной части)                                |
| 2024                   | ф | Небриллиантовая рука                           | Надежда Кузякина (в анонсе пародии на фильм Любовь и голуби) |

### Дубляж
| Год       |    | Название                       | Роль                |
| --------- | -- | ------------------------------ | ------------------- |
| 2004—2006 | мс | Чародейки                      | Ирма Лэр            |
| 2005      | ф  | Гордость и предубеждение       | Лидия Беннет        |
| 2006—2011 | с  | Ханна Монтана                  | Лилли Траскотт      |
| 2007      | ф  | Лезвия славы: Звездуны на льду | Кэти ван Уолденберг |
| 2008      | ф  | Мамма Mia!                     | Софи Шеридан        |
| 2009      | ф  | Ханна Монтана: Кино            | Лилли Траскотт      |

## Телевидение
Находилась в составе актёрских групп передач «Слава Богу, ты пришёл!» и «Большая разница» (Первый канал), в которой выступала с пародиями на Мадонну, Юлию Волкову, Ксению Бородину, Наташу Королёву и других.
Была «экспертом» в выпуске передачи «Школа ремонта» от 16 октября 2010 года на телеканале «ТНТ».
Была гостьей в юмористических шоу телеканала «ТНТ», таких, как «Где логика?» (второй сезон, 26 серия, третий сезон, 24 серия, пятый сезон, шестая серия, шестой сезон, 28 серия и седьмой сезон, 35 серия) и «Импровизация» (седьмой сезон, двенадцатая серия).
Была гостьей в шоу «Вундеркинды» на телеканале «Пятница!» (третий сезон, третья серия)